# Mastzellstabilisator
Unter Mastzellstabilisatoren wird eine Gruppe von Arzneistoffen mit antiallergischer Wirkung zusammengefasst.
Mastzellen sind eine Gruppe von Zellen des Immunsystems, die nach Stimulation durch allergievermittelnde Antikörper den Botenstoff Histamin ausschütten. Mastzellstabilisatoren greifen an diesen Zellen ein, stabilisieren die Zellmembran und verhindern dadurch (zumindest teilweise), dass die Mastzellen das Histamin aus den Speichern ausschütten können.
Eine eventuelle Überdosierung wird gefahrlos durch den Körper ausgeschieden, das heißt, diese Präparate können dauerhaft eingenommen werden. Zurzeit sind vor allem zwei Substanzen aus der chemischen Gruppe der Cromogene, die Cromoglicinsäure und Nedocromilnatrium, in Medikamenten verfügbar.